# Sarcophaga zimba
Sarcophaga zimba är en tvåvingeart som beskrevs av Thomas Pape 1996. Sarcophaga zimba ingår i släktet Sarcophaga och familjen köttflugor. Inga underarter finns listade i Catalogue of Life.